# Raggiunsero il traghetto
Raggiunsero il traghetto (De nåede färgen) è uno dei due cortometraggi diretti da Carl Theodor Dreyer su incarico del Comitato ministeriale per la cinematografia danese. Girato nel 1948, Raggiunsero il traghetto aveva lo scopo di promuovere la prevenzione degli incidenti stradali. Non fu però realizzato come un documentario, sebbene appartenga al genere, bensì come un film a soggetto tratto da una novella di Johannes Vilhelm Jensen.

## Trama
Un uomo e una donna stanno per sbarcare da un traghetto a bordo della loro motocicletta. Prima di approdare, l'uomo chiede al comandante alcune informazioni riguardo alla coincidenza con un altro traghetto che lui e la sua compagna devono raggiungere. Appreso di non aver molto tempo prima della prossima partenza, l'uomo spinge il suo veicolo alla massima velocità per arrivare in orario al porto d'imbarco. Questo però espone lui e la sua amica a una serie di manovre pericolose e di sorpassi azzardati.

## Commento
Nonostante i limiti imposti dalla breve durata del film e dalla necessità di evidenziare l'importanza del problema in esso trattato, Dreyer riesce ugualmente a sviluppare in questo cortometraggio uno dei temi fondamentali di tutta la sua opera cinematografica – l'imminenza della morte – e a rappresentarlo con quei mezzi stilistici che sono propri dei suoi film maggiori, da La passione di Giovanna d'Arco a Gertrud (“simbolismo dichiarato” come in Vampyr, realismo sonoro e visivo che si fa “irreale” nel procedere autonomo della narrazione, ecc.). Dreyer non rinuncia inoltre all'utilizzo di un'amara ironia come strumento espressivo, il che gli consente di accentuare simbolicamente la gravità dell'argomento sul quale il film è incentrato.